# Megachile analis
Megachile analis là một loài ong trong họ Megachilidae. Loài này được Nylander miêu tả khoa học đầu tiên năm 1852.